# Peamount United Football Club
Il Peamount United Football Club, spesso abbreviato in Peamount United FC, Peamount United o anche solo Peamount Utd, è una squadra di calcio femminile irlandese con sede a Greenogue, località nei pressi di Newcastle, nella contea di South Dublin. A livello societario la squadra, che nella stagione 2015-2016 milita in Women's National League (WNL), massimo livello del campionato irlandese femminile di calcio, affianca l'omonima formazione maschile che milita in Leinster Senior League. Oltre alle squadre titolari, il club affianca anche formazioni giovanili, sia maschili che femminili, nel caso di queste ultime anche con una squadra iscritta alla Dublin Women's Soccer League, secondo livello della struttura del campionato irlandese di categoria.
Il club, istituito nel 1983, deve alla formazione femminile la maggior parte dei trofei nazionali, nonché, nel 2011, la responsabilità di essere una delle sette squadre fondatrici della WNL, lega che vinse alla prima stagione (2011-2012). Nella squadra femminile hanno inoltre militato numerose atlete che hanno indossato le maglie delle nazionali irlandesi, dalle giovanili alla nazionale maggiore, tra le quali Katie Taylor, Stephanie Roche, Louise Quinn, Áine O'Gorman.

## Palmarès
- Campionato irlandese: 4

2011-2012; 2019, 2020, 2023
- FAI Women's Cup: 2

2010, 2020
- Women's National League Cup: 3

2011-2012, 2012-2013, 2018
- Dublin Women's Soccer League: 1

2010
- DWSL Premier Cup: 1

2010

## Risultati nelle competizioni UEFA
| Stagione | Competizione     | Fase                     | Avversario           | Risultato | Risultato | Risultato |
| Stagione | Competizione     | Fase                     | Avversario           | andata    | ritorno   | aggregato |
| -------- | ---------------- | ------------------------ | -------------------- | --------- | --------- | --------- |
| 2011-12  | Champions League | gironi di qualificazione | Rayo Vallecano       | 0-1       | 0-1       | 0-1       |
| 2011-12  | Champions League |                          | Krka                 | 7-0       | 7-0       | 7-0       |
| 2011-12  | Champions League |                          | Pärnu                | 5-1       | 5-1       | 5-1       |
| 2012-13  | Champions League | gironi di qualificazione | SFK 2000             | 0-4       | 0-4       | 0-4       |
| 2012-13  | Champions League |                          | ASA Tel Aviv         | 5-0       | 5-0       | 5-0       |
| 2012-13  | Champions League |                          | Cardiff Metropolitan | 4-0       | 4-0       | 4-0       |

## Organico

### Rosa 2020
Rosa, ruoli e numeri di maglia come da sito della federazione irlandese e da quello UEFA, aggiornati al 3 novembre 2020.
| N. |                    | Ruolo | Calciatrice        |
| -- | ------------------ | ----- | ------------------ |
| 1  | Irlanda (bandiera) | P     | Naoisha McAloon    |
| 2  | Irlanda (bandiera) | D     | Lauryn O'Callaghan |
| 3  | Irlanda (bandiera) | D     | Lauren Kealy       |
| 4  | Irlanda (bandiera) | D     | Dora Gorman        |
| 5  | Irlanda (bandiera) | D     | Chloe Moloney      |
| 6  | Irlanda (bandiera) | C     | Lucy McCartan      |
| 7  | Irlanda (bandiera) | C     | Megan Lynch        |
| 7  | Irlanda (bandiera) | A     | Sarah McKevitt     |
| 8  | Irlanda (bandiera) | C     | Niamh Farrelly     |
| 9  | Irlanda (bandiera) | A     | Alannah McEvoy     |
| 10 | Irlanda (bandiera) | A     | Eleanor Ryan-Doyle |
| 11 | Irlanda (bandiera) | A     | Áine O'Gorman      |
| 12 | Irlanda (bandiera) | C     | Louise Masterson   |
| 13 | Irlanda (bandiera) | D     | Tiegan Ruddy       |

| N. |                    | Ruolo | Calciatrice       |
| -- | ------------------ | ----- | ----------------- |
| 14 | Irlanda (bandiera) | C     | Claire Walsh      |
| 15 | Irlanda (bandiera) | D     | Jade Reddy        |
| 16 | Irlanda (bandiera) | C     | Karen Duggan      |
| 17 | Irlanda (bandiera) | D     | Dearbhaile Beirne |
| 17 | Irlanda (bandiera) | A     | Megan Smyth-Lynch |
| 18 | Irlanda (bandiera) | D     | Niamh Barnes      |
| 19 | Irlanda (bandiera) | A     | Sadhbh Doyle      |
| 21 | Irlanda (bandiera) | C     | Della Doherty     |
| 22 | Irlanda (bandiera) | C     | Rebecca Watkins   |
| 23 | Irlanda (bandiera) | P     | Niamh Reid Burke  |
| 25 | Irlanda (bandiera) | A     | Stephanie Roche   |
| 26 | Irlanda (bandiera) | P     | Ciara Glackin     |
| 28 | Irlanda (bandiera) | D     | Chloe Smullen     |